# Zwettl (gemeente)
Zwettl of Zwettl-Niederösterreich is een gemeente in de Oostenrijkse deelstaat Neder-Oostenrijk, gelegen in het district Zwettl. De gemeente heeft ongeveer 11.000 inwoners.
Zwettl was vroeger een ommuurde stad.

## Geografie
Zwettl heeft een oppervlakte van 256,18 km². Het ligt in het noordoosten van het land, ten noordwesten van de hoofdstad Wenen en ten zuiden van de grens met Tsjechië.
Allentsteig · Altmelon · Arbesbach · Bad Traunstein · Bärnkopf · Echsenbach · Göpfritz an der Wild · Grafenschlag · Groß Gerungs · Großgöttfritz · Gutenbrunn · Kirchschlag · Kottes-Purk · Langschlag · Martinsberg · Ottenschlag · Pölla · Rappottenstein · Sallingberg · Schönbach · Schwarzenau · Schweiggers · Waldhausen · Zwettl
- Gemeinsame Normdatei: 4068260-2
- MusicBrainz: 7f295397-d4d5-457a-8f02-3933ace80910
- Nationale Bibliotheek van Tsjechië: ge131465
- Virtual International Authority File: 234593684
- WorldCat: E39PBJfrHfg93dvygkCmQ44cyd